# Crisipo (mitología)

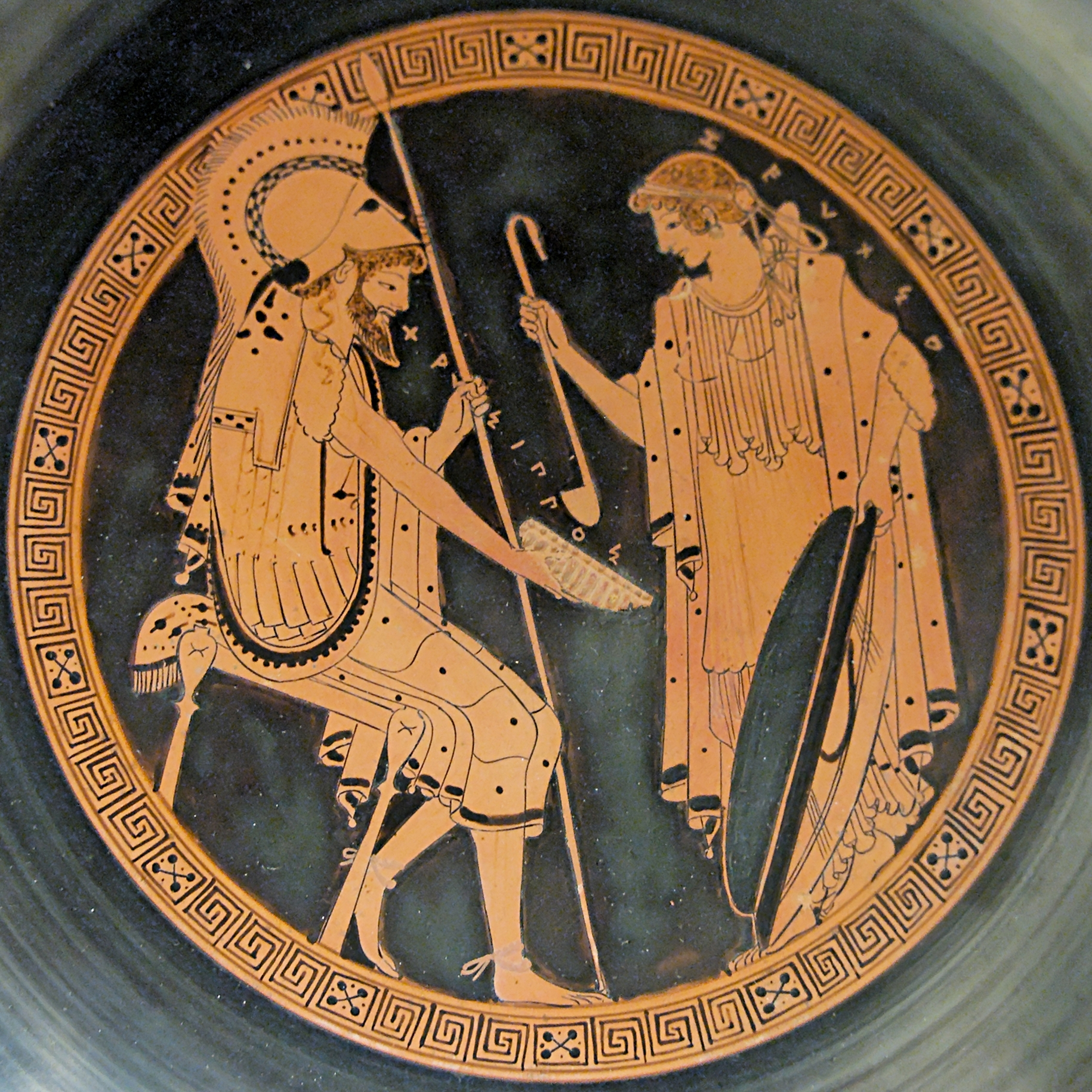
Zeuxo y Crisipo, kílix de figuras rojas, circa 490/480 a. C., Museo Británico.

En la mitología griega, Crisipo (Χρύσιππος) es un héroe de Élide en el Peloponeso. Fue el hijo ilegítimo de Pélope habido con una tal Axíoque, pero en otra fuente su madre, innominada, es referida simplemente como una ninfa o bien la ninfa se llama Danaida. Otros dicen que Crisipo era hijo legítimo de un matrimonio anterior al de Hipodamía. Eurípides escribió una tragedia que no ha llegado hasta nuestros días, el Crisipo, y que trataba sobre la muerte del muchacho. Sus consecuencias se resumen en un escolio: 
«Los hijos de Pélope, celosos de Crisipo porque era favorecido por su padre, persuadieron junto con su madre a los hijos mayores, Atreo y Tiestes, para que matasen al niño. Así pues lo mataron y lo arrojaron a un pozo. Pélope, sospechando de sus hijos, los maldijo y los expulsó de su patria. Esos habitaban en diferentes lugares; Atreo y Tiestes se establecieron en Macisto en Trifilia». 

### Rapto de Crisipo
Se dice que Crisipo era uno de los efebos más bellos y a causa de ello fue víctima de un rapto amoroso mientras participaba en los Juegos Nemeos: el raptor fue Layo, Teseo o incluso se dice que pudo ser el mismo Zeus. Sea como fuere se dice que Layo, cuando raptó a Crisipo, fue el primero en amar a un joven noble. Y por esta razón a los tebanos les pareció hermoso amar a quienes estaban en la flor de la edad. Apolodoro añade el dato de que Anfión y Zeto, obtenido el reino de Tebas, fortificaron la ciudad con las piedras atraídas por la lira de Anfión. Proscribieron a Layo, que residió en el Peloponeso como huésped de Pélope. Fue entonces cuando Layo, mientras enseñaba a conducir el carro a Crisipo, lo raptó.

### Versión de Plutarco
Plutarco es el autor que nos proporciona la narración más extensa sobre Crisipo. Dice que Pélope amaba a Crisipo más que a sus legítimos hijos. Pero Layo, el tebano, lo deseaba y lo raptó. A pesar de ser arrestado por Tiestes y por Atreo, obtuvo piedad de Pélope a causa de su amor. Hipodamía intentaba persuadir a Atreo y a Tiestes para que lo mataran, pues sabía que sería un adversario de la monarquía. Pero como éstos se negaran, ella manchó sus manos en la abominación, pues por la noche, cuando Layo estaba sumido en un profundo sueño, tiró de su espada y, tras herir a Crisipo, la envainó de nuevo. Layo resultó sospechoso a causa de la espada. Pero fue salvado por Crisipo que, medio muerto, aclaró la verdad. Pélope después de enterrarlo desterró a Hipodamía. Dicen que Hipodamía se retiró desde entonces a Midea en la Argólide, porque Pélope estaba muy enfurecido contra ella. Otros dicen que Pélope entonces provocó una guerra para rescatar a su hijo y que cuando Pélope culpó a Hipodamía ésta se suicidó.

### Maldición de los Pelópidas
En cuanto a la maldición de los Pelópidas, algunos creen que la muerte de Crisipo está relacionada con la maldición que pronunció Mírtilo antes de morir precipitado; en el proceso había maldecido todo el linaje de Pélope. Otros creen que fue el propio Pélope quien maldijo a sus hijos. No obstante ni Tucídides ni Platón nos hablan de la maldición de Pélope. En un escolio se nos cuenta que Pélope, tras el secuestro de su hijo, maldijo al propio Layo para que sea asesinado por uno de sus propios hijos. Finalmente, Pisandro dice que Crisipo se mató a sí mismo con su espada por la vergüenza de haber sido llevado contra su voluntad.

## Crisipo en la literatura
- Slovník antické kultury, nakl. Svoboda, Praga, 1974
- Vojtech Zamarovský, Bohové a hrdinové antických bájí
- Graves, Robert, Řecké mýty, 2004, ISBN 80-7309-153-4
- Houtzager, Guus, Encyklopedie řecké mytologie, ISBN 80-7234-287-8
- Gerhard Löwe, Heindrich Alexander Stoll, ABC Antiky
- Fue una tragedia de Eurípides, actualmente perdida.